# Hassane Kamara
Hassane Kamara, född 5 mars 1994 i Saint-Denis, Frankrike, är en ivoriansk fotbollsspelare som spelar för Udinese.

## Klubbkarriär

### Châteauroux
Kamara spelade som ung i Toulouse och gick därefter till Châteauroux, där han började sin seniorkarriär. Kamara gjorde sin Ligue 2-debut den 4 april 2014 i en 1–1-match mot Clermont, där han blev inbytt i den 77:e minuten mot Nasser Chamed. Den 2 maj 2014 gjorde Kamara sitt första mål i en 1–1-match mot Laval.

### Reims
I augusti 2015 värvades Kamara av Reims, där han skrev på ett fyraårskontrakt. Kamara gjorde sin Ligue 1-debut den 19 december 2015 i en 2–0-förlust mot Bastia, där han blev inbytt i den 72:a minuten mot Franck Signorino. Han gjorde ytterligare ett inhopp i januari 2016. Säsongen var olycklig för Reims och slutade med en degradering till Ligue 2.
Följande säsong spelade Kamara en match i Ligue 2 innan han i januari 2017 blev utlånad till US Créteil i National. Säsongen efter var Kamara tillbaka i Reims och spelade då 22 matcher och gjorde 1 mål, vilket hjälpte klubben till att bli mästare i Ligue 2 och uppflyttade till Ligue 1.

### Nice
Den 25 juni 2020 värvades Kamara av Nice. Han debuterade den 23 augusti 2020 i en 2–1-vinst över Lens. Kamara gjorde sitt första mål för Nice den 3 december 2020 mot Bayer Leverkusen i Europa League, där de förlorade med 3–2 och blev utslagna ur tävlingen. Han gjorde sitt första ligamål den 9 maj 2021 mot Brest efter en assist från lagkamraten Alexis Claude-Maurice. Han avslutade sin första säsong i Nice med att göra mål i en 3–2-seger över Lyon i den sista omgången av Ligue 1.

### Watford
Den 4 januari 2022 värvades Kamara av Watford, där han skrev på ett 3,5-årskontrakt. Kamara gjorde sin Premier League-debut den 15 januari 2022 i en 1–1-match mot Newcastle United.

### Udinese
Den 23 augusti 2022 värvades Kamara av italienska Udinese, men lånades direkt tillbaka till Watford över säsongen 2022/2023.

## Landslagskarriär
Kamara debuterade för Elfenbenskustens landslag den 5 juni 2021 i en 2–1-vinst över Burkina Faso.